# Kanarischer Mauergecko

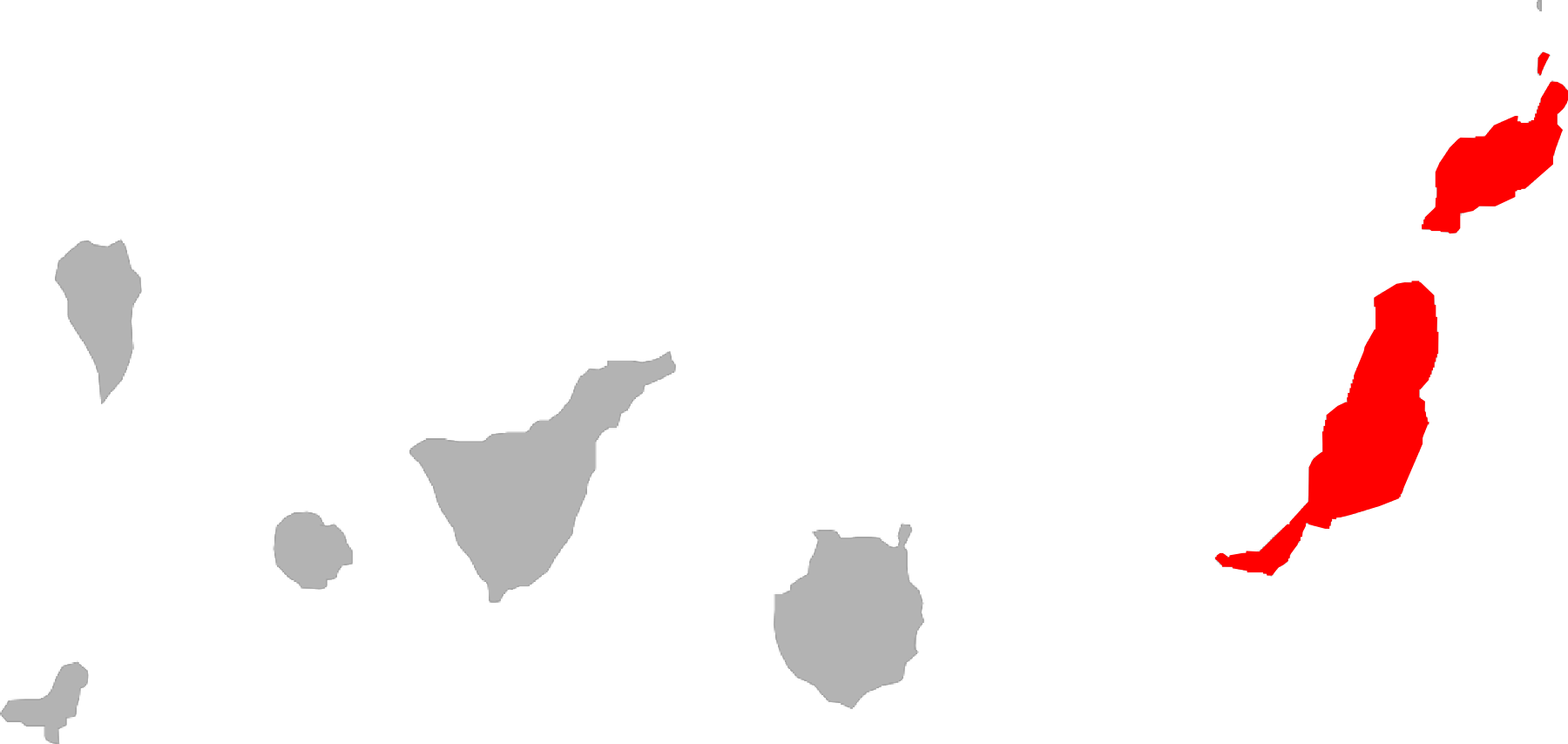
Kanarische Inseln, Verbreitungsgebiet des Kanarischen Mauergeckos in rot

Der Kanarische Mauergecko (Tarentola angustimentalis) ist eine Gecko-Art aus der Familie Phyllodactylidae. Er ist auf einigen Inseln der östlichen Kanaren endemisch.

## Merkmale
Der Kanarische Mauergecko ist eine der größten auf den Kanaren vorkommenden Geckoarten. Er erreicht eine Gesamtlänge bis 160 Millimeter. Seine Kopf-Rumpf-Länge beträgt bei Männchen bis 77 Millimeter und bei Weibchen bis 64 Millimeter. Unter Terrarienbedingungen kann die Art auch größer werden. Die Grundfarbe der Oberseite des Körpers ist grau bis blass cremefarben oder dunkelbraun. Aufgrund des für kanarische Geckoarten typischen Farbwechsels sind die Kanarischen Mauergeckos am Tag in der Sonne fast schwarz, während sie nachts sehr hell bis weißgrau sind. Auffällige dunkle braune Querbinden sind durch helle Flecken voneinander getrennt. Auf dem Schwanz sind oberseits dunkle und helle Querbänder vorhanden, sofern dieser noch nicht regeneriert wurde. Die Iris ist gold-metallisch-braun gefärbt. Der Körper ist abgeflacht. Der Kopf ist deutlich abgesetzt, schmal und weist eine schlanke Schnauze auf. Aufgrund der verhältnismäßig langen Gliedmaßen wirkt die Art hochbeinig.

## Vorkommen
Die Art kommt nur auf den Kanareninseln Fuerteventura, Lanzarote und den ihnen vorgelagerten Inseln Lobos, La Graciosa, Montaña Clara, Roque del Oeste, Roque del Este und Alegranza vor.
Der Kanarische Mauergecko lebt auf diesen Inseln in allen Höhenlagen. Er ist meist auf dem Boden und unter Steinen anzutreffen, kann aber auch in Gebüschen gefunden werden. Bereiche, die er meidet, sind reine Dünen und junge Lavafelder. Im gleichen Lebensraum wie der Kanarische Mauergecko sind oftmals auch die Ostkanareneidechse (Gallotia atlantica) und auf Fuerteventura auch der Purpurarien-Skink (Chalcides simonyi) anzutreffen.

## Lebensweise
Die Art ist tag- und nachtaktiv. Beginn der Paarungszeit ist im März. Das Paarungsverhalten der Art sowie dabei hörbare Lautäußerungen ähneln sehr denen des Mauergeckos (Tarentola mauritanica). Von Mitte Mai bis Mitte Juli sind trächtige Weibchen anzutreffen. Die Gelege werden im Sand vergraben. Sie enthalten meist je zwei Eier, bei jungen Weibchen oft nur eines. Die Nahrung des Kanarischen Mauergeckos besteht aus Insekten, Asseln, Spinnen und weiteren Kleintieren. Ein wichtiger Fressfeind ist die Schleiereule (Tyto alba). Weitere Fressfeinde sind möglicherweise der Wanderigel (Atelerix algirus) oder streunende Katzen und Hunde.

## Systematik
Der Kanarische Mauergecko wurde ursprünglich als Varietät das Mauergeckos beschrieben, da beide eine gewisse Ähnlichkeit aufweisen. Das Epitheton angustimentalis verweist auf das schlanke Kinnschild (Mentale, auf der Unterseite des Kopfes das vorderste größere unpaare Schild). Unterarten werden keine unterschieden.

## Belege
- Dieter Glandt: Taschenlexikon der Amphibien und Reptilien Europas. Alle Arten von den Kanarischen Inseln bis zum Ural. Quelle & Meyer, Wiebelsheim 2010, ISBN 978-3-494-01470-8, S. 534–536.